# Boogie-woogie
El boogie-woogie o buguibugui es un estilo de blues basado en el piano, generalmente rápido y bailable. Se caracteriza por la ejecución con la mano izquierda de determinadas figuras. Estas figuras que construye la mano izquierda están escritas en corcheas, en compases de 4/4, constituyendo así el denominado eight-to-the-bar. Usualmente se empleaban dos tipos de figuras: la denominada "octava galopante" (inspiradora de los "bajos galopantes" o walking bass que caracterizarán después el rock and roll), así como los acordes rápidos conocidos como rocks.

## Los orígenes
A diferencia del ragtime, el boogie-woogie no sufrió nunca la influencia del repertorio pianístico europeo. Los músicos que comenzaron a forjarlo en el sur de Estados Unidos, hacia finales del siglo XIX y comienzos del XX, probablemente nunca habían escuchado a un pianista de formación clásica. No se conoce con precisión su origen, pero se supone que este tuvo lugar en la zona del delta del Misisipi o en Texas, en los bares conocidos como barrelhouses (denominación con la que también se conoció el nuevo estilo), en donde los pianistas que por lo general se limitaban a acompañar a los cantantes desarrollaron una manera rápida y puramente instrumental del blues con el objetivo de hacerlo bailable.
Las facultades percutivas del piano nunca habían sido tan aprovechadas en la música pop hasta que estos inventores anónimos del boogie-woogie lograron imponer su música en medio del bullicio de los antros y crear efectos hipnóticos a través de sus ritmos rápidos, melodías repetitivas en contrapunto con bajos también repetitivos y una armonía que nunca se separaba de la tonalidad original. La básica funcionalidad del estilo y su sencillez le provocó el desprecio de los más refinados músicos de jazz, como Jelly Roll Morton, de quien se dice que se sentía ofendido si se le solicitaba la interpretación de un boogie-woogie.
Entre los primeros que testimoniaron su nacimiento se encuentran W.C. Handy, el ya mencionado Jelly Roll Morton y Clarence Williams, quienes ya habían escuchado la ejecución al piano de este estilo en los años diez o incluso antes. Williams añade, además, el nombre de quien para él fue el primer ejecutante, George W. Thomas, a quien había escuchado tocando en Houston en 1911. En efecto, las composiciones de Thomas contienen ya elementos propios del boogie-woogie: "New Orleans Hop Scop Blues" (compuesta y publicada en 1916), "The Five's" (grabada en 1923 por la Tampa Blue Jazz Band) y "The Rocks" (grabada por el propio autor en 1923) se cuentan entre las primeras piezas que contienen octavas galopantes.

## Los pianistas pioneros de Chicago
Durante los años que mediaron entre las dos guerras mundiales, con la intensificación de las migraciones de gente de color del sur, hacia las ciudades del norte en busca de menores prejuicios raciales y mejores trabajos, tres ciudades tuvieron el privilegio de acoger la mayor cantidad de pianistas (y de músicos en general), lo suficiente como para que se conformaran en ellas las principales escuelas del boogie-woogie. Así, Chicago, en primer lugar, y luego Kansas City y St. Louis, concentraron en sus bares y estudios de grabación buena parte de estos pianistas venidos del sur.
A Chicago llega, procedente de Texas, el ya mencionado George W. Thomas, quien con el pseudónimo de Clay Custer graba en esta ciudad, en febrero de 1923, su tema "The Rocks", híbrido de ragtime y boogie-woogie considerado como el más antiguo registro fonográfico de una octava galopante. De Alabama, por su parte, provenía Jimmy Blythe, quien en abril de 1924 graba su "Chicago Stomp", pieza ante la cual ya podemos decir que nos encontramos frente a un verdadero boogie-woogie.
Sin embargo, desde 1915, Jimmy Yancey, nativo de la ciudad pero sin la oportunidad de grabar hasta finales de la década del treinta, se había convertido en uno de los más populares animadores de las llamadas house-parties (fiestas organizadas por los negros de los guetos en sus propias casas con la finalidad de recaudar fondos para el pago del alquiler). Una de sus más tempranas composiciones, "The Fives" (no registrada en disco hasta 1939), había ayudado a sentar los cimientos del estilo.
Por su parte, Cow Cow Davenport, natural de Alabama y quien se daba a conocer como "el hombre que introdujo en América el boogie-woogie" (según constaba en sus tarjetas de presentación), graba el 16 de julio de 1928, en Chicago, uno de los clásicos del estilo, su "Cow Cow Blues", una imitación musical del rodar de los ferrocarriles (de ahí el título de la pieza y el apodo de su autor), temática que ya desde entonces se prefiguraba entre las preferidas por los intérpretes del boogie-woogie. Con el tiempo se dirá que el sonido de los trenes en los que viajaban los músicos ambulantes o migratorios fue el inspirador del ritmo del boogie-woogie.
De toda la primera generación de pianistas que trabajaron en Chicago, el más reconocido es, sin duda, Pinetop Smith, discípulo de Yancey que había venido a la ciudad, al igual que Davenport, procedente de Alabama. Pinetop tiene el mérito de haber compuesto hacia comienzos de los años veinte, y grabado posteriormente el 29 de diciembre de 1928, el tema más versionado en la historia del boogie-woogie y el que le daría nombre al estilo, el "Pinetop's Boogie-Woogie". Acerca de la combinación de las palabras boogie y 'woogie, Smith diría que no significaba nada; sencillamente las había escuchado juntas alguna vez durante una fiesta. En la grabación, mientras toca el piano, Smith dicta las instrucciones para bailar este tipo de música (…when I say stop, don't move, and when I say get it, everybody mess around…), y emplea el término (to boogie-woogie) sin distinción entre otros tradicionalmente asociados al baile popular (to mess around, to shake). Estas frases pronunciadas sobre la música se convirtieron, entre los pianistas de boogie-woogie, en una tradición ampliamente seguida.

## Chicago, Kansas City y los inicios de la segunda generación
Pinetop Smith representó en Chicago el enlace entre su generación y la siguiente. En esta ciudad, adonde llegó en 1928, se instaló junto a los jóvenes pianistas locales Meade Lux Lewis y Albert Ammons en el apartamento que este último ocupaba en el South Side. Ammons era el único que tenía un piano propio, y en su habitación los tres pianistas se reunían para tocar. Fueron meses de fructífero intercambio que quedaron interrumpidos cuando, en marzo de 1929, Smith moría asesinado por una bala perdida en un salón de fiesta de la ciudad. El acontecimiento señaló el fin de una etapa en la historia del boogie-woogie, y media década habría de transcurrir antes de que este lograse abrirse nuevamente paso en la escena musical. Afortunadamente, poco antes de morir, Smith había enseñado a Ammons a tocar su "Pinetop's Boogie-Woogie". A la postre, los dos jóvenes discípulos de Smith se convertirían en los más grandes intérpretes de la escuela de Chicago, así como en abanderados del renacimiento que experimentó el estilo en la segunda mitad de los años treinta.
Meade Lux Lewis, en realidad, había comenzado sus andanzas un poco antes, mas la mala fortuna signaba (y continuaría haciéndolo durante un tiempo más) su carrera. En 1927 había grabado su futuro clásico "Honky Tonk Train Blues", pero el disco no pudo ser editado sino hasta dieciocho meses más tarde, en 1929, sin repercusión comercial alguna; el cierre de Paramount Records, poco después, terminó de dejar la grabación fuera del mercado. Corrían los tiempos de la Gran Depresión, que muy pocos pianistas de la primera generación lograron superar, e incluso los más jóvenes como Lewis y su compañero Albert Ammons tuvieron que dedicarse a actividades lejanas a la música, necesidad que, no obstante, no logró soterrar las naturales inclinaciones de ambos. Se cuenta que durante el tiempo que compartieron trabajando en una compañía de taxis, solían abandonar la sede de la empresa para irse a tocar el piano; cuando el dueño de la compañía descubrió el motivo de sus ausencias, adquirió un piano y lo colocó en la oficina para tener a los dos taxistas disponibles cada vez que necesitara sus servicios.
Para que la suerte comenzara a favorecerle, Meade Lux Lewis debió esperar hasta que John Hammond, visionario productor y promotor del jazz, el blues y el folk, descubriera la grabación de "Honky Tonk Train Blues" e iniciara una búsqueda de su intérprete que tardaría varios años y durante la cual también se toparía con Albert Ammons. Así narró Hammond su rastreo del pianista:

Cuando escuché la grabación de 'Honky Tonk Train Blues' en 1931 supe que había encontrado al ejecutante definitivo [de boogie-woogie] en Meade Lux Lewis. Pero sin importar dónde buscara o a quién preguntara, no pude hallarlo. Años después, en Chicago, pregunté otra vez por él mientras comía con Albert Ammons. '¿Meade Lux?', dijo Albert, 'claro que sí, está lavando autos en la esquina'. Y efectivamente allí estaba.

Ello ocurría en noviembre de 1935, y antes de finalizar el año, ya Lewis había reiniciado su carrera discográfica con la grabación de una versión madurada de "Honky Tonk Train Blues". La pieza, el ejemplo más famoso de la temática ferroviaria y de la variedad de bajos denominada rocks en todo el repertorio del boogie-woogie, estaba inspirada en un tren que pasaba muy cerca de una de las casas en donde Lewis había vivido, en la calle South La Salle de Chicago, haciéndola estremecerse varias veces al día; su título fue idea de un invitado a una de las tantas house-parties que el pianista animó.
Por su parte, a inicios de 1936, Albert Ammons grabó acompañado por su grupo, los Rhythm Kings, una enérgica versión del tema de Pinetop Smith, a la que denominó "Boogie-Woogie Stomp". Ammons añadió al estilo mayor rapidez y aún más fortaleza rítmica al acercarlo a la pequeña formación de jazz (pocos lo habían intentado con anterioridad: Will Ezell, un pianista por entonces caído en el olvido, en los años veinte, y Cleo Brown apenas un año antes), con la particularidad en este caso de la gran preponderancia de la sección rítmica (piano, guitarra, contrabajo y batería) digna de las grandes orquestas de jazz.
Por esa misma época, John Hammond también descubría en la escena de Kansas City a un dúo conformado por el pianista Pete Johnson y el cantante Big Joe Turner, quienes desde el Sunset Cristal Palace, una de las tantas tabernas de la ciudad (conocida entonces como la "capital del pecado") que gracias a la permisividad del polémico gobierno de Tom Pendergast ofrecía facilidades para obtener bebidas alcohólicas y marihuana en la época de la prohibición, comenzaban a desarrollar un híbrido de boogie-woogie y blues vocal. Cantar un boogie-woogie no era en realidad algo nuevo (a comienzos de la década de los treinta ya lo hacían Speckled Red y Little Brother Montgomery), pero ellos fueron los primeros en basar su estilo particular en esta modalidad. Turner, que había perseguido siempre (en sus propias palabras) "el vértigo y la sensualidad de la escena en los clubes de los suburbios", desde los catorce años dibujaba bigotes en su rostro pretendiendo burlar a los vigilantes de estos lugares, y pronto logró no solo entrar, sino desempeñarse en ellos como barman, portero o cantante. Fue trabajando en el Sunset Cristal Palace como barman que una noche en la que Johnson se presentaba allí, se unió a este cantando desde la barra en una actuación improvisada. Su carismática figura y su poderosa voz, en la tradición de los shouters (practicantes de una técnica vocal propia del blues, previa a la invención del micrófono, que imprimía gran volumen al canto) convencieron a Johnson para que a partir de ese momento comenzaran a trabajar juntos. El impacto producido por la energía del dúo y la variedad vocal de boogie-woogie que practicaban convirtió al Sunset Cristal Palace en uno de los locales preferidos de la ciudad, incluso para los músicos de la zona, que cada noche, después de sus propias presentaciones, iban allí a escucharlos.

## La era del Carnegie Hall
Para diciembre de 1938, el incansable John Hammond organizó un gran concierto en el Carnegie Hall de Nueva York con el que quería dar una muestra al público blanco de la evolución de la música negra americana, sus principales tendencias y su relación con la música africana. Un proyecto de tal envergadura y que a la vez implicaba tanto riesgo comercial no encontró más patrocinante que el semanario New Masses, órgano de difusión cultural del partido comunista para el cual Hammond solía escribir. El éxito del evento iba a representar un gran paso adelante en la batalla por la integración racial y Hammond demostraría con ello su creencia de que la música negra era la "forma de protesta social más efectiva y constructiva". Gracias a este concierto, tanto Lewis y Ammons como Johnson y Turner tuvieron la oportunidad de mostrar su arte ante la multitud que llenó el más importante teatro de Nueva York, y de compartir el cartel con figuras de la talla de Count Basie, Sydney Bechet, James P. Johnson y Big Bill Broonzy, entre otros. Los temas que los cuatro músicos interpretaron, especialmente los del trío de pianos de Lewis, Ammons y Johnson (que se dio a conocer como el Boogie-Woogie Trio) así como los del dúo de este último y Turner, produjeron los aplausos más numerosos de la noche y estimularon la moda del boogie-woogie en todo el país. El estilo dejaba de ser así, como había dicho William Russell en aquel entonces, "la música más anticomercial del mundo, en el mejor y el peor de los sentidos", y superaba con creces sus días más brillantes antes de la Gran Depresión.
Para Lewis, Ammons, Johnson y Turner los compromisos comenzaron a sucederse desde los días que siguieron al concierto. Entre la última semana de 1938 y la primera de 1939, Hammond organizó para ellos varias sesiones de grabación con distintas disqueras de Nueva York, que dieron como resultado muchos de los discos más celebrados de la edad de oro del boogie-woogie. Fue en estas dos semanas que se registró en estudio por primera vez la variedad de boogie-woogie vocal que Johnson y Turner realizaban desde sus días en el Sunset Cristal Palace de Kansas City. "Roll 'em Pete", la canción seleccionada para la ocasión, debía su nombre al grito con que la audiencia del citado local animaba al pianista durante sus presentaciones. Cabe preguntarse por qué la hibridación del blues vocal y el boogie-woogie, no había logrado antes un ensamblaje tan perfecto, a pesar de haber contado con varios antecedentes; pero al definirse desde sus inicios como una forma instrumental de gran potencia rítmica y sonora, el boogie-woogie dejaría atrás la posibilidad de ser acompañado por la voz humana hasta que apareciera un cantante capaz de llevar lo más lejos posible el estilo de los antiguos shouters, y este cantante apareció finalmente en la figura de Big Joe Turner.
Asimismo, tras el concierto y otra vez gracias a Hammond, el Cafe Society Downtown acogió por espacio de unos dos años a Lewis, Ammons, Johnson y Turner, que comenzaban a ser conocidos como los Boogie-Woogie Boys. Este recién inaugurado club ubicado en el Greenwich Village neoyorquino empezaba a experimentar, al igual que el boogie-woogie, un gran momento. Su dueño, el abogado y comerciante Barney Josephson, miembro del partido comunista y amigo de Hammond, lo había fundado con la finalidad de recaudar fondos para esta organización política. Fue el primer club que tuvo en sus espacios una audiencia racialmente integrada. El público que solía visitar el local tuvo la oportunidad de ver en él, rodeado de murales diseñados por Adolf Dehn, James Hoff y otros pintores de la época, a artistas de la talla de Billie Holiday y James P. Johnson, entre otros, así como de asistir a los mejores días del boogie-woogie. Es allí donde se supone que fue filmado, a mediados de 1941, el cortometraje Boogie-Woogie Dream, dirigido por Hans Burger y que no pudo ser editado sino hasta 1944; en él aparecen Ammons y Johnson interpretando el tema que le daba título al filme.

## El alcance del boogie-woogie
La moda del boogie-woogie dominó el panorama de la música negra americana (que cada vez ganaba más terreno entre los oyentes blancos) con gran fuerza hasta 1942, y luego, en menor medida, hasta mediados de esa década. Durante esos años invadió prácticamente cada club, cada estación de radio y cada jukebox del país; penetró el repertorio de otros instrumentos (para la guitarra, Blind Blake había sentado un precedente una década atrás) e incluso en el de otros estilos como el country, la música académica de vanguardia (recordar las composiciones para piano de Conlon Nancarrow) y, sobre todo, el jazz. Finalmente sentó las bases del jump blues y de buena parte del rhythm and blues y el rock and roll.
Dos grabaciones de Albert Ammons dan cuenta de los avances del boogie-woogie en los años finales de su reinado. La primera de ellas, "The Boogie Rocks" (1944) es una de las piezas más poderosas grabadas por este pianista; su elocuente título parece hacer eco de la evolución que el estilo estaba sufriendo y que no se comprobaría hasta unos diez años más adelante, pero el sonido tendría su influencia a principio de la década de 1950 en un joven Elvis Presley quien fusuionaría tanto el country, rhythm blues, hillbilly y góspel unto al mismo boogie woogie dando forma al rockabilly registrado en las sesiones de la Surn Records También en esa década se reconocería  con pianistas como Jerry Lee Lewis y Little Richard, los más fieles herederos de esta tradición del boogie woogie en el terreno del rock and roll. La segunda, "Doin' the Boogie-Woogie" (1946) sintetiza, en una canción, aquella idea del boogie-woogie orquestal en la que el propio Ammons había comenzado a indagar diez años antes con aquella otra del boogie-woogie vocal que habían trabajado sus amigos Johnson y Turner también una década atrás. Instrumentalmente, la guitarra ha ganado terreno y a la hora de los solos comparte a medias el papel con el piano. En esencia, ya nos encontramos ante uno de los tantos estilos que con el tiempo serán etiquetados como rhythm and blues.

## Antología recomendada
- "Chicago Stomp" [Blythe]. Paramount 12207. Grabado en Chicago, abril de 1924. Jimmy Blythe (piano).

- "Cow Cow Blues" [Davenport]. Vocalion 1198 (1928). Grabado en Chicago, 16 de julio de 1928. Cow Cow Davenport (piano).

- "Pinetop's Boogie-Woogie" [Smith]. Vocalion 1245 (1929). Grabado en Chicago, 29 de diciembre de 1928. Pinetop Smith (piano y voz).

- "Honky Tonk Train Blues" [Lewis]. Parlophone R2187. Grabado en Chicago, 21 de noviembre de 1935. Meade Lux Lewis (piano).

- "Boogie-Woogie Stomp" [Smith]. Decca 749. Grabado en Chicago, 13 de febrero de 1936. Albert Ammons and his Rhythm Kings: Albert Ammons (piano), Guy Kelly (trompeta), Dalbert Bright (saxofón alto y clarinete), Ike Perkins (guitarra), Israel Crosby (contrabajo) y Jimmy Hoskins (batería).

- "Jumpin' Blues". Vanguard CD169 (1999). Grabado en From Spirituals to Swing, Carnegie Hall, Nueva York, 23 de diciembre de 1938. Meade Lux Lewis, Albert Ammons y Pete Johnson (pianos).

- "Low Down Dog" [Turner]. Vanguard CD169 (1999). Grabado en From Spirituals to Swing, Carnegie Hall, Nueva York, 23 de diciembre de 1938. Big Joe Turner (voz) y Pete Johnson (piano).

- "Cavalcade Of Boogie" [Lewis/Ammons/Johnson]. Vanguard (1959). Grabado en From Spirituals to Swing, Carnegie Hall, Nueva York, 23 de diciembre de 1938. Meade Lux Lewis, Albert Ammons y Pete Johnson (pianos); Walter Page (contrabajo) y Jo Jones (batería).

- "Roll'em Pete" [Turner/Johnson]. Vocalion 4607. Grabado en Nueva York, 30 de diciembre de 1938. Big Joe Turner (voz) y Pete Johnson (piano).

- "The Fives" [Yancey]. Solo Art 12008 (1939). Grabado en Chicago, abril de 1939. Jimmy Yancey (piano).

## Selección discográfica
- George W. Thomas, Hersal Thomas y Moanin' Bernice Edwards. Texas Piano Vol. 1 1923-1935 (Document DOCD-5224).

- Jimmy Blythe. In Chronological Order 1924-1931 (RST Records, JPCD-1510-2).

- Cow Cow Davenport. Complete Recorded Works In Chronological Order Vol. 1 (1925-1929) (Document DOCD-5141).

- Pinetop Smith, Charles Avery, Freddie Nicholson y Jabo Williams. Boogie-Woogie & Barrelhouse Piano Vol. 1 1928-1932 (Document DOCD-5102).

- Meade Lux Lewis. The Chronological Meade Lux Lewis 1927-1939 (Classics 722).

- Albert Ammons. The Chronological Albert Ammons 1936-1939 (Classics 715).

- Albert Ammons. The Chronological Albert Ammons 1939-1946 (Classics 927).

- Varios artistas. From Spirituals to Swing. The Legendary 1938 & 1939 Carnegie Halls Concerts Produced by John Hammond. Disc 1 (Vanguard CD169).

- Jimmy Yancey. Complete Recorded Works Vol. 1 (1939-1940) (Document DOCD-5041).

- Big Joe Turner. Volume 1 1938-1940 (Master of Jazz).
- Elvis Presley The Sun Sessions (1954 - 1955) Got a lot O' livin to do (1957) y otros